# Копа (Копинський сільський округ, Аягозький район)
Копа́ (каз. Қопа) — село у складі Аягозького району Абайської області Казахстану. Адміністративний центр Копинського сільського округу.
Населення — 907 осіб (2021; 1029 у 2009, 1438 у 1999, 2168 у 1989).
Національний склад станом на 1989 рік:
- казахи — 100 %